# Ampedus nigrinus
Ampedus nigrinus es una especie de escarabajo del género Ampedus, familia Elateridae. Fue descrita por Herbst en 1784.
Esta especie se encuentra en varios países de Europa. 